# KNM Hitra (schip, 1943)
KNM «Hitra», (eerder USN SC-718) is een van de drie onderzeebootjagers die de Noorse marine kreeg van de Verenigde Staten in 1943. In totaal werden 878 van dit type onderzeebootjagers gebouwd, en verschillende geallieerde landen maakten gebruik van dit type boot. In de Noorse marine werden ze gebruikt door Shetlandvaarders in de herfst van 1943, die voorheen gebruikmaakten van vissersboten. Commandant van KNM 'Hitra' was Ingvald Eidsheim. Na de oorlog werd KNM "Hitra" in gebruik genomen als kustbewaking tot ze in 1953 werd opgelegd. In 1959 werd het schip verkocht, werd herontdekt in 1981, half verzonken in Zweden. Een inzamelingsactie was gestart om haar te redden, en in 1983 werd het schip naar Omas Båtbyggeri in Stord, Noorwegen gesleept.
Op de dag af 42 jaar na de Duitse capitulatie in 1945 (op 8 mei 1987) werd het nieuw gerestaureerde schip opgeleverd aan de Generalinspecteur voor de marine. De Hitra bleef een marineschip met het voorvoegsel KNM (Koninklijke Noorse marine), maar haar taak was nu van vredige aard – als varend museumschip. In 1999 waren de twee hoofdmotoren van het schip totaal verwoest, en werd uit de vaart gehaald. Aangezien de marine de middelen niet had om het te herstellen werd door burgers en bedrijven een inzamelingsactie gestart.
Motorenfabrikant Motoren- und Turbinen Union in Friedrichshafen, Duitsland werd de hoofdsponsor en fourneerde twee nieuwe motoren. Geld van andere donoren was voldoende ter dekking van de inkoop van de overbrenging tussen motor en schroef (tandwielreductiekast) en aanpassing / montage van de nieuwe hoofdmotoren. Het voortbestaan van de carrière van het schip als varend museum werd daarmee veilig gesteld. KNM «Hitra» is het laatste vaartuig in zijn soort, dat zich in de (bijna) oorspronkelijke staat bevindt, en het enige Noorse marinevaartuig van de Tweede Wereldoorlog dat nog steeds in bedrijf is. Sommige van deze boten werden na de oorlog omgebouwd voor de pleziervaart. KNM "Hitra" is eigendom van het Marine Museum in Horten, maar is gestationeerd op Haakonsvern in Bergen. Het schip is nu een museum en vaart in de zomermaanden langs de kust van Noorwegen. Ze heeft ook drie keer haar oude basis in de Scalloway op de Shetlandeilanden bezocht.

## Schip

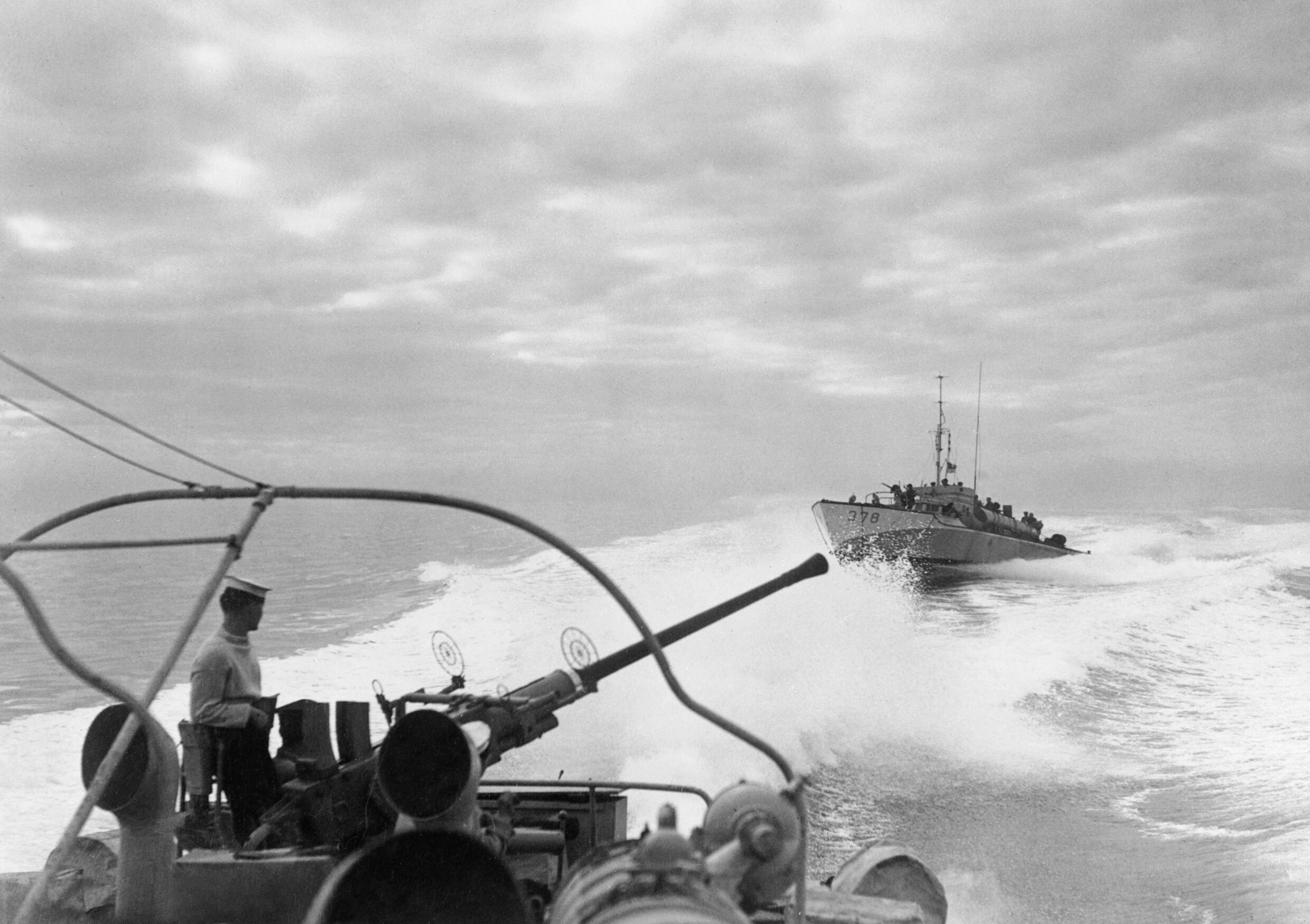
Een 40mm Bofors kanon

Dit scheepstype werd voor de eerste keer gebouwd in 1917. In 1918 had de Amerikaanse marine 440 schepen van dit type in service (in dienst tijdens de Eerste Wereldoorlog). Zij kregen het predicaat SC wat een afkorting is van Submarine Chaser (onderzeebootjager). Tijdens de Tweede Wereldoorlog werd een licht gemodificeerde uitgave van dit scheepstype gebouwd, in totaal 438 exemplaren. 3 hiervan werden in oktober 1943 ter beschikking gesteld aan Noorwegen. De romp is gebouwd van Canadees pijnboomhout, de spanten van eiken en het hoofdschot en versterkingen van staal. De bouw werd uitgevoerd bij Amerikaanse civiele scheepswerven die al niet belast waren met overheidsopdrachten op defensiegebied.

## Bewapening
Op de voorplecht een 40 millimeter Bofors kanon, aan iedere zijde achter de brug op het dek, een dubbel 20 millimeter Oerlikon-kanon en achterop een krachtige zesponder (op z'n Amerikaans: een Pom-Pom). Twee Colt machinegeweren waren gemonteerd op de brug.

## Reizen van de KNM Hitra
| Vertrek Shetland  | Retour            | Bestemming Noorwegen             | Coördinaten Bestemming        | Bijzonderheden                                                                                                   |
| ----------------- | ----------------- | -------------------------------- | ----------------------------- | --- |
| 17 november 1943  | 18 november 1943  | Skorpa, Sunnmøre                 | 61° 35′ 57″ NB, 4° 50′ 30″ OL | |
| 4 januari 1944    | 6 januari 1944    | Skorpa, Sunnmøre                 | 61° 35′ 57″ NB, 4° 50′ 30″ OL | |
| 28 januari 1944   | 30 januari 1944   | Erkna, Sunnmøre                  | 62° 33′ 4″ NB, 5° 56′ 41″ OL  | |
| 5 februari 1944   | 8 februari 1944   | Erkna, Sunnmøre                  | 62° 33′ 4″ NB, 5° 56′ 41″ OL  | |
| 17 februari 1944  | 18 februari 1944  | Erkna, Sunnmøre                  | 62° 33′ 4″ NB, 5° 56′ 41″ OL  | |
| 5 maart 1944      | 9 maart 1944      | Lånan: Vega (Nordland)           |                               | |
| 17 maart 1944     | 19 maart 1944     | Lånan: Vega (Nordland)           |                               | |
| 24 maart 1944     | 25 maart 1944     | Batalden                         | 61° 38′ 18″ NB, 4° 48′ 47″ OL | |
| 27 maart 1944     | 28 maart 1944     | Batalden                         | 61° 38′ 18″ NB, 4° 48′ 47″ OL | |
| 31 maart 1944     | 1 april 1944      | Bømlo                            |                               | |
| 7 april 1944      | 8 april 1944      | Skorpa, Sunnmøre                 | 61° 35′ 57″ NB, 4° 50′ 30″ OL | |
| 12 april 1944     | 13 april 1944     | Torkildsvåg: Bømlo, Bremnesforts |                               | |
| 16 april 1944     | 17 april 1944     | Torkildsvåg: Bømlo               |                               | |
| 18 augustus 1944  | 19 augustus 1944  | Stavenes                         | 61° 35′ 58″ NB, 5° 1′ 53″ OL  | |
| 7 september 1944  | 8 september 1944  | Nordfjord                        |                               | |
| 11 september 1944 | 14 september 1944 | Nord-Trøndelag                   |                               | |
| 18 september 1944 | 19 september 1944 | Austevoll                        |                               | |
| 21 september 1944 | 22 september 1944 | Austevoll                        |                               | |
| 28 september 1944 | 1 oktober 1944    | Lyngvær, Frøya                   |                               | |
| 6 oktober 1944    | 7 oktober 1944    | Fensfjorden                      | 60° 50′ 32″ NB, 4° 55′ 34″ OL | |
| 14 oktober 1944   | 15 oktober 1944   | Hovden, Frøysjøen                | 61° 47′ 56″ NB, 5° 5′ 49″ OL  | |
| 21 oktober 1944   | 22 oktober 1944   | Fensfjorden                      | 60° 50′ 32″ NB, 4° 55′ 34″ OL | |
| 27 oktober 1944   | 29 oktober 1944   | Sunnmøre                         | 62° 9′ 0″ NB, 6° 20′ 0″ OL    | |
| 3 november 1944   | 4 november 1944   | Korsfjorden                      | 60° 9′ 5″ NB, 5° 3′ 23″ OL    | |
| 8 november 1944   | 9 november 1944   | Austevoll                        |                               | |
| 8 december 1944   | 9 december 1944   | Fensfjorden                      | 60° 50′ 32″ NB, 4° 55′ 34″ OL | |
| 23 december 1944  | 24 december 1944  | Fensfjorden                      | 60° 50′ 32″ NB, 4° 55′ 34″ OL | Engelandvaarders ophalen op een eiland voor Byrknes en soldaten (Kompagni Linge) in de Fensfjord aan land zetten |
| 6 januari 1945    | 7 januari 1945    | Torkildsvåg: Bømlo               |                               | |
| 15 januari 1945   | 16 januari 1945   | Austevoll                        |                               | |
| 18 januari 1945   | 19 januari 1945   | Fensfjorden                      | 60° 50′ 32″ NB, 4° 55′ 34″ OL | |
| 24 januari 1945   | 25 januari 1945   | Hernar, Nordholland              | 60° 41′ 17″ NB, 4° 45′ 11″ OL | |
| 1 februari 1945   | 2 februari 1945   | Frøysjøen                        | 61° 47′ 56″ NB, 5° 5′ 49″ OL  | |
| 12 februari 1945  | 13 februari 1945  | Fensfjorden                      | 60° 50′ 32″ NB, 4° 55′ 34″ OL | |
| 21 februari 1945  | 22 februari 1945  | Fensfjorden                      | 60° 50′ 32″ NB, 4° 55′ 34″ OL | |
| 3 maart 1945      | 5 maart 1945      | Smøla                            |                               | |
| 14 maart 1945     | 16 maart 1945     | Fensfjorden                      | 60° 50′ 32″ NB, 4° 55′ 34″ OL | |
| 24 maart 1945     | 25 maart 1945     | Kvalosen, Nordholland            | 60° 32′ 36″ NB, 4° 48′ 52″ OL | |
| 5 april 1945      | 6 april 1945      | Nautøy: Bømlo                    | 59° 41′ 49″ NB, 5° 6′ 57″ OL  | Kapitein Harald Henriksen                                                                                        |
| 14 april 1945     | 15 april 1945     | Storesundet, Solund              | 62° 11′ 10″ NB, 5° 19′ 53″ OL | |
| 18 april 1945     | 21 april 1945     | Flemsøy, Sunnmøre                | 62° 40′ 30″ NB, 6° 17′ 26″ OL | |
| 24 april 1945     | 25 april 1945     | Nordfjord                        |                               | |
| 2 mei 1945        | 3 mei 1945        | Sunnmøre                         | 62° 9′ 0″ NB, 6° 20′ 0″ OL    | |
| 4 mei 1945        | 5 mei 1945        | Storesundet, Solund              | 62° 11′ 10″ NB, 5° 19′ 53″ OL | |